# Agneta Andersson
Agneta Andersson   (Karlskoga, 25 d'abril de 1961 - Karlskoga, 8 d'octubre de 2023) va ser una piragüista sueca guanyadora de 7 medalles olímpiques.

## Biografia
Va participar, als 19 anys, en els Jocs Olímpics d'Estiu de 1980 celebrats a Moscou, on finalitzà cinquena en els K-2 50 metres femení i sisena en el K-1 500 metres. En els Jocs Olímpics d'Estiu de 1984 realitzats a Los Angeles aconseguí guanyar tres medalles olímpiques: la medalla d'or en les proves de K-1 i K-2 500 metres i la medalla de plata en la prova de K-4 50 metres. En els Jocs Olímpics d'Estiu de 1988 celebrats a Seül no tingué sort i finalitzà sisena en les proves de K-2 i K-4 500 metres i vuitena en la prova de K-1 500 metres. En els Jocs Olímpics d'Estiu de 1992 celebrats a Barcelona aconseguí guanyar la medalla de plata en al prova del K-2 femení 500 metres i la medalla de bronze en la prova del K-4 500 metres. Finalment en els Jocs Olímpics d'Estiu de 1996 celebrats a Atlanta, la seva última participació olímpica, aconseguí guanyar la medalla d'or en la prova del K-2 500 metres i la medalla de bronze en el K-4 500 metres.
Al llarg de la seva carrera va guanyar 11 medalles en el Campionat del Món de piragüisme, entre elles 1 medalla d'or, tres medalles de plata i 7 medalles de bronze.